# Bufonacris terrestris
Bufonacris terrestris är en insektsart som beskrevs av Walker, F. 1871. Bufonacris terrestris ingår i släktet Bufonacris och familjen Tristiridae. Inga underarter finns listade i Catalogue of Life.